# Gaetano Aliperta
Gaetano Aliperta (Somma Vesuviana, 1º maggio 1896 – Somma Vesuviana, 16 maggio 1986) è stato un militare e aviatore italiano, che ha partecipato alla prima guerra mondiale, alla guerra d'Etiopia, alla guerra di Spagna e alla seconda guerra mondiale, militando nella specialità ricognizione, caccia e bombardamento. Decorato con tre Medaglie d'argento e due di bronzo al valor militare.

## Biografia

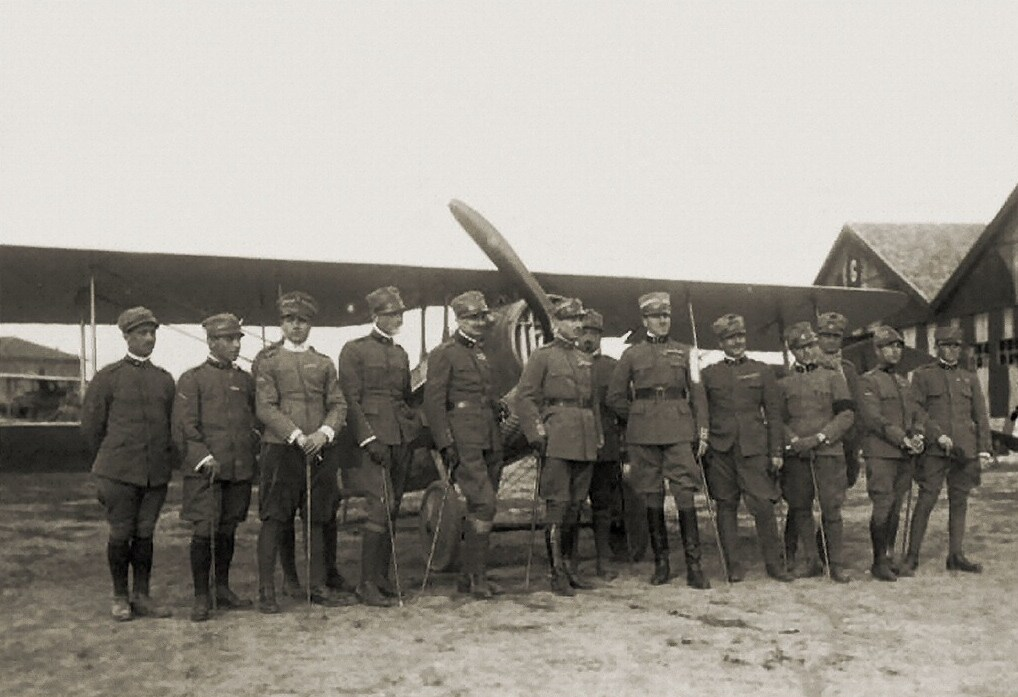
Aliperta (secondo a sinistra) nel 1918 insieme ai piloti della 91ª Squadriglia. Da sinistra a destra: Sgt. Mario D'Urso, Sgt. Gaetano Aliperta, Lt. Gastone Novelli, Lt. Cesare Magistrini, Capt. Bartolomeo Costantini, Capt. Fulco Ruffo di Calabria, Col. Pier Ruggero Piccio, Lt. Guido Keller, Maj. Francesco Baracca, Lt. Ferruccio Ranza, Lt. Mario De Bernardi, Lt. Adriano Bacula, Sgt. Guido Nardini, 2ndLt. Eduardo Alfredo Olivero.

Nacque a Somma Vesuviana il 1 maggio 1896. Fin da ragazzo si iscrisse all'Associazione patriottica "Trento e Trieste", e dopo lo scoppio della prima guerra mondiale decise di interrompere gli studi per arruolarsi nel Regio Esercito, assegnato all'arma di fanteria. Entrò in servizio presso il 51º Reggimento fanteria della Brigata Alpi, di stanza a Perugia, e mentre frequentava la biblioteca lesse per caso un libro di aerologia, e si appassionò al mondo dell'aviazione. Chiese, ed ottenne, di passare in servizio presso il Battaglione aviatori di stanza sull'campo d'aviazione di Mirafiori, a Torino, dove ottenne il brevetto di pilota, volando su Blériot XI, nel corso del 1915.
Dopo aver conseguito il brevetto di pilota militare, nel marzo 1916 fu assegnato alla specialità ricognizione, in forza alla 35ª Squadriglia equipaggiata con i biplani Voisin III di stanza a Chiasiellis dal 1º maggio. Eseguì la sua prima missione il 7 maggio insieme al capitano osservatore Bruto Polacco, con cui volò in coppia anche il giorno 25, quando eseguì una missione di ricognizione su Tolmino, riportando danni al motore causati da shrapnel. L'aereo si schiantò al suolo in località Olmeis, finendo contro un albero. Mentre egli fu sbalzato fuori dall'abitacolo, rimanendo illeso, Polacco riportò la frattura di una gamba. Nel novembre 1916 fu decorato con una prima Medaglia d'argento al valor militare. Eseguì la sua ultima missione con la 35ª Squadriglia il 1 marzo 1917, e poi fu trasferito sul campo d'aviazione della Malpensa per effettuare il passaggio alla specialità caccia. Conseguì la specializzazione volando a bordo dei Nieuport, e nel mese di maggio, con il grado di sergente, fu assegnato in servizio alla 82ª Squadriglia, di stanza a Santa Caterina di Pasian di Prato, ed equipaggiata con i Nieuport Ni.11.  Il 26 maggio sostenne il suo primo combattimento aereo, e il 28 luglio conseguì la sua prima vittoria abbattendo un velivolo nemico che cercava di attaccare un bombardiere Caproni rimasto isolato dal gruppo nei pressi di Aidussina. Mentre lui fuggiva vanamente inseguito da due caccia nemici, atterrando poi a Borgnano, l'aereo nemico (matricola KD 28.57), che toccò terra gravemente danneggiato vicino al campo di Aidussina, era ai comandi dell'asso Godwin Brumowski che rimase illeso. Per questo fatto fu decorato con una seconda Medaglia d'argento al valor militare.
Il 1º ottobre impegnò combattimento contro due aerei nemici sul cielo del Monte Korada, rimanendo gravemente ferito quando il secondo caccia, mentre egli inseguiva il primo, riuscì a mettersi dietro il suo aereo crivellandolo di colpi. Colpito da due pallottole esplosive, riuscì a scendere in vite toccando terra con le ultime forze rimastegli a Oleis, venendo subito ricoverato all'ospedale di Premariacco, da cui fu evacuato dopo lo sfondamento di Caporetto, trasferito dapprima a Padova  e da qui all'ospedale di Nola. Trascorse un lungo periodo di degenza, e fu decorato con una prima Medaglia di bronzo al valor militare. Già da tempo notato dal maggiore Francesco Baracca, quest'ultimo gli chiese personalmente di trasferirsi nella sua unità, la 91ª Squadriglia, in cui entrò a far parte il 12 marzo 1918, quando era di stanza sul campo d'aviazione di Quinto di Treviso. Si distinse ancora nel corso della battaglia del solstizio, volando fianco a fianco con Baracca nelle incursioni contro le truppe attaccanti, e poi in quella di Vittorio Veneto, venendo decorato con una seconda Medaglia di bronzo al valor militare. Dopo la fine della guerra parti subito per la Libia, assegnato alla 90ª Squadriglia SVA di Tripoli, dove rimase dal febbraio al maggio 1919.  Congedatosi nel novembre dello stesso anno, conseguì il diploma di geometra e poi si iscrisse alla facoltà di agraria, dedicandosi all'apicoltura stimolato dal suo incontro durante il servizio militare con l'industriale Ambrosoli. Appena costituita la Regia Aeronautica chiese, ed ottenne, di rientrare in servizio nella nuova arma, ma vi rimase per poco tempo. Congedatosi nuovamente, si tenne in allenamento al pilotaggio, partecipando pure al Giro aereo d'Italia del 1931. Allo scoppio della guerra d'Etiopia rientrò in servizio attivo, imbarcando per Massaua nel dicembre 1935, e rimanendo in Africa Orientale Italiana fino al luglio 1937. Qui conobbe Bruno Mussolini che gli chiese di partire volontario per la guerra di Spagna, raggiungendo la penisola iberica il 29 ottobre 1937. Promosso capitano, prestò servizio in una squadriglia da bombardamento, e poi comandò anche una unità terrestre spagnola. Rientrato in Patria nel marzo 1939, decorato con una terza Medaglia d'argento al valor militare, fu assegnato alla 207ª Squadriglia bombardamento di stanza sull'aeroporto di Ciampino. Nel corso della seconda guerra mondiale prese parte alla fase finale della campagna di Grecia, comandò l'aeroporto di Bengasi K2 (Aeroporto di Benina) e l'Aeroporto di Catania-Fontanarossa, la Scuola di volo di Levaldigi e infine il Nucleo addestramento volo senza motore dell'Aeroporto di Cameri, dove volò sugli alianti DFS 230. Nel giugno 1943 fu assegnato in servizio al comando tattico di Napoli, con il compito di coordinare, assieme al colonnello Minio Patuello, le unità aeree da caccia che difendevano i cieli della città. Dopo la firma dell'armistizio dell'8 settembre 1943, autorizzato dal Vice Comandante dell'Aeroporto di Capodichino, si recò nella vicina Somma Vesuviana per difendere dalla furia dei nazisti che ivi risiedevano il presidio familiare, moglie e 5 figli piccoli, congedandosi successivamente nel luglio 1944. Dedicatosi alla professione di geometra, rientrò in servizio nell'Aeronautica Militare Italiana nel corso del 1950, assegnato alla 3ª Zona Aerea Territoriale, dove riprese a volare sugli Stinson L-5 Sentinel, i Macchi M.416 e i Fiat G.46. Si congedò definitivamente nel 1959 tornando ad occuparsi di agricoltura, allevamento e apicoltura, rimanendo in contatto con i vecchi commilitoni della 91ª Squadriglia, soprattutto con Ferruccio Ranza e Fulco Ruffo di Calabria, e partecipando finché poté all'annuale raduno dei reduci che si teneva sul Montello il 19 giugno, data della morte di Baracca, di ogni anno. Ultimo sopravvissuto dei membri della 91ª che avevano partecipato alla prima guerra mondiale, si spense il 16 maggio 1986. Una via di Somma Vesuviana porta il suo nome.

## Pubblicazioni
- Memorie di volo e di guerra, Bari, 1976.

### Annotazioni
1. ↑  Sullo stesso campo d'aviazione era di stanza la 70ª Squadriglia caccia di Francesco Baracca.

### Fonti
1. 1 2 3 4 5 6 7 8  Varriale 2006, p. 86.
2. 1 2 3 4  Varriale 2006, p. 87.
3. 1 2 3 4  Guerra all'orizzonte.
4. 1 2 3 4 5  Varriale 2006, p. 88.
5. 1 2 3 4 5 6 7 8 9 10 11 12 13  Varriale 2006, p. 89.